# Christophe de Chauvigné
Pour les articles homonymes, voir de Chauvigné.
Christophe de Chauvigné  ou de Chauvigny (1475 † 1560) est un évêque de Saint-Pol de Léon de 1521 à 1554 qui consacra l'église de Bessé.

## Biographie

### Origine
Christophe de Chauvigné nait vers 1475 au Château du Bois-Froust à Lassay. Il est le fils de Georges de Chauvigné et de Françoise Margerie, seigneur du Bois-Froust et de Septforges. Il est tuteur de ses neveux en 1523.

### État ecclésiastique
Il avait embrassé l'état ecclésiastique, jouit de la confiance de Philippe de Luxembourg, cardinal-évêque du Mans, et garda celle de son successeur, Louis de Bourbon. Il est curé de Thorigné jusqu'en 1516. Il obtient la faveur du cardinal Philippe de Luxembourg qui le nomme au chapitre de chanoines de sa cathédrale et en 1519.

#### Les protecteurs
Philippe de Luxembourg l'employa dans maintes circonstances et le fit l'un de ses exécuteurs testamentaires, chargé spécialement de la fondation du Collège du Mans à Paris. Louis de Bourbon-Vendôme, qui résida peu dans son diocèse, le fit créer évêque de Saint-Pol de Léon, après la mort de Guy Le Clerc, afin qu'il pût le suppléer dans les fonctions épiscopales. Sa nomination est du 3 juin 1521 et le serment qu'il prêta au roi à Amiens du 11 novembre 1521.

#### Le Maine et la Normandie
À partir de cette époque, Christophe de Chauvigny s'occupa beaucoup plus, selon l'Abbé Angot, du Diocèse du Mans que de celui dont il était canoniquement pourvu, faisant des ordinations, consacrant des églises, et, de concert avec Jean Tisserat, évêque in partibus, et Jérôme d'Hangest, administrant spirituellement le troupeau de Mgr Louis de Bourbon. L'archidiaconé de Montfort-le-Rotrou que lui disputait Tahureau, son collègue, lui fut néanmoins adjugé, 1529, mais à condition qu'il garderait dans le chapitre son rang de chanoine. En 1543, à l'occasion des funérailles de Guillaume du Bellay, il officie pontificalement dans la Cathédrale du Mans.
Comme seigneur de Sept-Forges, Christophe de Chauvigné avait, en 1533, fait dans l'église paroissiale dont il était d'ailleurs le présentateur, une fondation qui témoigne de l'intérêt que, malgré son éloignement et les devoirs importants qui l'absorbaient, il prenait néanmoins à cette dernière. Il s'agit d'une chapelle dite des Moulineaux, à cause du moulin de ce nom, à Loré. en 1537, l'évèque de Léon rendait à « très haults et excellens prince et princesse, les Roy et Reine de Navarre, duc et duchesse d'Allenczon» son aveu pour sa « terre et seigneurye de Septforges » assise en leur vicomté de Domfront.

#### La Bretagne
Il ne néglige toutefois pas son diocèse où il réside dans le manoir épiscopal de « Coatnanescop ». Il est à l'origine du chapitre de chanoines de Saint-Pol le 24 août 1531 et s'attache au développement de la cité et du port de Roscoff.
Philippe de Luxembourg lui procura l'Abbaye Notre-Dame de Boquen au diocèse de Saint-Brieuc, en 1539.
Il ne réussit pas à obtenir de son clergé le doublement du décime décidé en 1544 et manque d'être emprisonné pour cela à Nantes. En 1545, un document nous le montre malade en sa maison épiscopale de Saint-Paul, et voulant quand même, malgré sa maladie et son âge avancé, se rendre au Château de Nantes pour y tenir prison jusqu'à ce que les décimes que François Ier avait mis sur lui et sur son clergé fussent acquittées.

#### La fin
Malade de la gravelle il décide de se retirer en 1554 et résigne son siège épiscopal en faveur de son neveu Roland de Chauvigné âgé de 22 ans. Il meurt entre 1555 et 1560. Avant de mourir, il résigna l'archidiaconé de Montfort-le-Rotrou à Jean de Chauvigné, son neveu, qui porte dans nombre d'actes le titre de seigneur de Gresse et d'Oisillé.
Il résidait souvent dans sa terre du Bois-Froust comme l'attestent plusieurs ordinations de clercs qu'il fit soit dans sa chapelle, soit dans celle de Lassay-les-Châteaux, soit dans les églises du voisinage. On le trouve aussi faisant les mêmes fonctions dans les autres contrées de la Mayenne.

## Armes
Ses armes (d'hermine à 2 fasces de gueules surmontées de 3 tourteaux de même) sommées d'une mitre se voyaient aussi dans l'église d'Écommoy, peintes sur la litre seigneuriale à côté de celles de son frère ou de son neveu. Elles se voient encore sur une clef de voûte de la Cathédrale Saint-Paul-Aurélien de Saint-Pol-de-Léon et sur la porte du doyenné de la Collégiale du Folgoët.

## Sources partielles
- « Christophe de Chauvigné », dans Alphonse-Victor Angot et Ferdinand Gaugain, Dictionnaire historique, topographique et biographique de la Mayenne, Laval, A. Goupil, 1900-1910 [détail des éditions] (BNF 34106789, présentation en ligne)
- Bulletin de la Société historique et archéologique de l'Orne, Volume 8, 1889 Voir en ligne